# Тиба, Саэко
Саэко Тиба (яп. 千葉 紗子 Тиба Саэко) — японская сэйю и певица. Родилась 26 августа 1977 года в префектуре Аомори, Япония и выросла в Токио.
Саэко сотрудничает как певица с Юки Кадзиурой. Её первым синглом был Koi no Kiseki, песня для игры Meguri Aishite на PlayStation. С тех пор она выпустила девять синглов и два альбома, а также различные песни персонажей и Drama CD. Она также исполнила песни для таких игр, как Alundra 2 и Atelier Judie. 26 августа 2007 года сообщила о своём замужестве. 17 февраля 2011 года родила девочку.

## Аниме
- Kare Kano — Сакура Цубаки
- Boogiepop Phantom — Сасаока Ёко
- Крестовый поход Хроно — Азмария Хендрик
- Madlax — Киара
- Тристия (аниме) — Панавия Торнадо
- Mai-HiME — Куга Нацки
- Peach Girl — Адати Момо
- Bokusatsu Tenshi Dokuro-chan — Докуро-тян
- Tsubasa: Reservoir Chronicle — Оруха
- Ichigo Mashimaro — Ито Тика
- Mai-Otome — Крюгер Нацки
- Itsudatte My Santa! — Сайто Минако
- Shugo Chara — Фудзисаки Надэсико / Нагихико
- Noein Ай Хасэбэ
- Rosario + Vampire — Руби Тодзё
- Demon Prince Enma — Юкихимэ
- Code Geass — Нина Эйнштейн